# 6084 Bascom
Bascom (asteroide 6084) é um asteroide binário da cintura principal, localizado a 1,7672777 UA do Sol. Possui uma excentricidade de 0,2358768 e um período orbital de 1 284,71 dias (3,52 anos). Foi descoberto em 12 de fevereiro de 1985 por Carolyn Shoemaker e Eugene Shoemaker.
O satélite de Bascom foi descoberto por D. Higgins, P. Pravec, P. Kusnirak, L. Sarounova, S. Gajdos, A. Galad e J. Vilagi a partir de observações de curva de luz feitas entre 29 de dezembro de 2005 e 2 de fevereiro de 2006. Foi anunciado em 6 de fevereiro de 2006.